# Shaun Goater
Leonard Shaun Goater (Hamilton, 25 de fevereiro de 1970) é um ex-futebolista e treinador de futebol bermudense que atuava como atacante. Atualmente é técnico do Ilkeston, clube semi-profissional da Inglaterra, país onde atuou durante 17 anos.

## Carreira
Com estilo folclórico e goleador, além de ser conhecido por seus problemas com bebidas e drogas, Goater iniciou a carreira em 1989, no Manchester United, porém não atuou em nenhum jogo oficial pela equipe. No mesmo ano, assinou com o Rotherham United, e chegou a sentir falta de viver em Bermudas, pois encontrava dificuldades de adaptação ao clima inglês. Posteriormente, ele viria a fazer sucesso pelos Millers, onde jogou 262 partidas e marcou 86 gols (contabilizando somente as participações do Rotherham na segunda, terceira e quarta divisões da Inglaterra, foram 209 jogos e 70 gols marcados). Em 1993, disputou um jogo pelo Notts County. Desentendimentos com o treinador escocês Archie Gemmill forçaram Goater a deixar o Rotherham em 1996, transferindo-se ao Bristol City por 175 mil libras, após rejeitar ofertas do Osasuna e do Suwon Samsung Bluewings.
Depois de 75 jogos e 40 gols com a camisa dos Robins, foi contratado pelo Manchester City por 400 mil libras. Enquanto Joe Royle, que assumiria o comando técnico dos Citizens num período agitado do clube, tentava mantê-lo na segunda divisão inglesa, o atacante fez 3 gols, insuficientes, no entanto, para evitar o inédito rebaixamento do City para o terceiro nível profissional do futebol da Albion. Goater respondia as críticas sobre sua habilidade marcando gols e ampliava sua popularidade com os torcedores do clube, onde permaneceria até 2003, participando de 212 jogos e marcando 103 gols.
Na reta final da carreira, defendeu Reading, Coventry City e Southend United, parando de atuar profissionalmente em 2006. Voltou a jogar em 2007, no Bermuda Hogges, e pendurou as chuteiras definitivamente aos 40 anos, no North Village Rams, onde também chegou a acumular a função de técnico por 3 temporadas.

## Carreira internacional
Com 32 gols em 36 jogos disputados entre 1987 (estreia aos 17 anos, contra o Canadá) e 2004 (despedida contra El Salvador, em junho do mesmo ano) pela Seleção Bermudense, Goater é o mais conhecido jogador de futebol do arquipélago, porém nunca disputou uma competição de seleções oficial.

## Títulos
Rotherham United
- Football League Trophy: 1995–96

Manchester City
- Football League Second Division (play-offs): 1998–99
- Football League First Division: 2001–02

Southend United
- Football League One: 2005–06

## Links
- Shaun Goater em National-Football-Teams.com